# デニス・アッピアー
デニス・アッピアー（Dennis Appiah 、1992年6月9日 - ）は、フランス・トゥールーズ出身のプロサッカー選手。ASサンテティエンヌ所属。ポジションはディフェンダー。

## 経歴

### クラブ
ASモナコの下部組織で育成され、2010年5月に最初のプロ契約を結んだ。リーグ・ドゥ2010-11シーズン開幕戦のUSブローニュ戦でプロデビュー。デビュー当初こそ出場機会をある程度得ていたものの、自身の負傷とライバルの台頭も重なり、出番を減らしていった。2012-13シーズンに入るとクラウディオ・ラニエリによって完全に戦力外に見なされた。
モナコ退団後、SMカーンに加入。加入初年度はディフェンスラインの全てのポジションで起用され、最終的に左サイドバックのレギュラーを獲得した。2シーズン目には新加入のエマニュエル・イモルとポジションを争ったが敗れ、右サイドバックにコンバートされた。
2015-16シーズン終了後、推定300万ユーロでRSCアンデルレヒトに移籍、5年間の契約にサインした。
2023年1月9日、ASサンテティエンヌに2年半契約で移籍した。

### 代表
ユース年代のフランス代表歴があり、2009年にはナンパリス・メンディ、イシャク・ベルフォディルらと共にUEFA U-17欧州選手権に参加した。なお父親がガーナ人のため、ガーナ代表としてプレーすることも可能である。

## タイトル
アンデルレヒト
- ベルギー・スーパーカップ: 2017

ナント
- クープ・ドゥ・フランス: 2021-22